# F.O.A.D.
F.O.A.D. (un acronim pentru Fuck Off And Die) este cel de-al doisprezecelea album de studio al formației Darkthrone. Fuck Off And Die e o expresie care era foarte des utilizată în comunitatea metal în anii '80. Mai multe formații au o melodie cu acest titlu, cele mai cunoscute fiind Backyard Babies, Green Day, Venom și Voivod; există chiar și o formație care se numește Fuck Off and Die!.
Albumul combină elementele crust punk de pe precedentul album cu elemente heavy metal.
Revista Terrorizer a clasat F.O.A.D. pe locul 6 în clasamentul "Cele mai bune 40 de albume ale anului 2007".

## Lista pieselor
1. "These Shores Are Damned" - 05:04
2. "Canadian Metal" - 04:44
3. "The Church Of Real Metal" - 04:37
4. "The Banners Of Old" - 04:41
5. "Fuck Off And Die" - 03:52
6. "Splitkein Fever" - 04:45
7. "Raised On Rock" - 03:27
8. "Pervertor Of The 7 Gates" - 04:25
9. "Wisdom Of The Dead" - 04:43

## Personal
- Fenriz - baterie, vocal
- Nocturno Culto - vocal, chitară, chitară bas